# Dikilitaş, Kozan
Dikilitaş là một xã thuộc huyện Kozan, tỉnh Adana, Thổ Nhĩ Kỳ. Dân số thời điểm năm 2009 là 432 người.